# 28 грудня
28 грудня — 362-й день року (363-й у високосні роки) у григоріанському календарі. До кінця року залишається 3 дні.

## Свята і пам'ятні дні

### Міжнародні
- Міжнародний день кіно.[1]

### Національні
- Таїланд: День пам'яті короля Таксина.
- Іспанія: День сміху.
- США: Кванзаа.

### Релігійні

#### Західне християнство
- Четвертий день із Дванадцяти Днів Різдва;
- Пам'ять святих Невинних немовлят, мучеників; в Іспанії та країнах Латинської Америки свято відзначається розіграшами, подібними до Дня сміху (Католицька церква, Англіканська церква, Лютеранська церква), і пов'язані з ними урочистості:
  - Яєчно-борошняна битва[en] (Ібі, Іспанія)

- Пам'ять святої Катерини Вольпічеллі[en].

#### Східне християнство
- Пам'ять апостола від 70 Никанора;
- Пам'ять 20,000 мучеників, що в Нікомидії були спалені: пресвітера Гликерія, дияконів Зинона, Феофіла, Дорофея, Мардонія, Мигдонія, Індиса, Горгонія, Петра, Євфимія, мучениць Агафії, Домни, Феофіли та інших[2];
- Пам'ять блаженного священномученика Григорія Станіславівського (Греко-католицька церква)[3][4];
- Пам'ять Авеля (Коптська церква).

## Іменини
✝  Католицькі: Григорій, Катерина.
Нікомидії були спалені: пресвітера Гликерія, дияконів Зинона, Феофіла, Дорофея, Мардонія, Мигдонія, Індиса, Горгонія, Петра, Євфимія, мучениць Агафії, Домни, Феофіли
✙ Православні: Агафія, Гликерій, Горгоній, Домна, Дорофій, Юхим (Євфимій), Зенон (Зинон), Індис, Мардоній, Мигдоній, Никанор, Петро, Теофіла/Феофіла.

## Події
- 1065 — У Лондоні засновано Вестмінстерське абатство — місце коронації англійських монархів.
- 1869 — Американець Вільям Фінлі Семпл зі штату Огайо запатентував жувальну гумку.
- 1895 — В паризькому «Гран-кафе» брати Огюст і Луї Люм'єр провели перший комерційний сеанс перегляду фільму, знятого за допомогою свого винаходу — пристрою, що поєднував функції камери та проєктора.
- 1908 — На півдні Італії стався найбільший із документально зафіксованих в Європі землетрусів — за різними даними загинуло 160—250 тисяч осіб.
- 1942 — У ході Другої світової війни японська авіація розпочала бомбардування міста Калькутта (Індія).
- 1943 — Почалася депортація калмицького народу. У ході каральної операції «Улус» війська НКВД вивезли з території ліквідованої Калмицької АРСР на Сибір близько 100 тисяч калмиків.
- 1944 — Великий бій між сотнею УПА «Полтавці» та частинами НКВС біля с. Кореличі Перемишлянського району Львівської області.
- 1973 — У Парижі надруковано «Архіпелаг ГУЛАГ» Олександра Солженіцина — літературне дослідження репресивної системи Радянського Союзу за період 1918 — 1956 років.
- 1983 — Створено Шацький національний природний парк.
- 1987 — 76-річна кіпріотка Ківелі Папаїоанноу застрягла у ліфті крамниці, пробувши там до 2 січня (світовий рекорд тривалості перебування в ліфтах), харчувалася вона купленими продуктами.
- 1991 — Незалежність України визнали Італія, Індонезія, Йорданія, Оман, Сирія, Японія.
- 1999 — У Туркменістані ухвалено закон, за яким Сапармурат Ніязов став довічним президентом країни.
- 2014 — завершилась операція Міжнародних сил сприяння безпеці (ISAF).[5]

## Народились
Дивись також Категорія:Народились 28 грудня
- 1856 — Вудро Вільсон, 28-й президент США (1913-21).
- 1866 — Данило Заболотний, український мікробіолог, епідеміолог, засновник Інституту мікробіології та епідеміології в Києві.
- 1885 — Володимир Татлін, український живописець, графік, скульптор, дизайнер, художник театру, архітектор. Один з найяскравіших представників українського авангарду, родоначальник конструктивізму.
- 1903 — Нейман Джон фон, математик, розробник перших ЕОМ.
- 1929 — Террі Савчук, легендарний канадський воротар, один з найкращих голкіперів за всю історію НХЛ, чотириразовий володар призу Везини як найкращому воротарю ліги.
- 1930 — Францль Ланг, легендарний баварський йодлер, відомий як король йодль.
- 1944 — Кері Малліс, американський біохімік, лауреат Нобелівської премії з хімії 1993 року, яку він розділив з Майклом Смітом.
- 1954 — Дензел Вашингтон, американський актор.
- 1968 — Іван Андрусяк, український поет і дитячий письменник.
- 1969 — Лінус Торвальдс, батько операційної системи Linux.
- 1977 — Максим Редзанич,  український воїн, учасник російсько-української війни, спортсмен, підприємець. Герой України.
- 1979 — Нумі Рапас, шведська актриса.
- 1981 — Сієна Міллер, американська кіноакторка («Таємниці міста», «Заборонена любов», «Хіппі Хіппі Шейк»), фотомодель.
- 1987 — Фісайо Акінаде, британський актор.

## Померли
Дивись також Категорія:Померли 28 грудня
- 1367 — Асікаґа Йосіакіра, 2-й сьоґун сьоґунату Муроматі.
- 1491 — Бертольдо ді Джованні, італійський скульптор. Учень і помічник Донателло. Відомий як учитель Мікеланджело.
- 1706 — П'єр Бейль, французький філософ, літератор, видавець, викладач.
- 1849 — Катрмер де Квінсі, французький археолог і теоретик архітектури, масон, покровитель мистецтва.
- 1923 — Гюстав Ейфель, французький інженер, спеціаліст з проєктування сталевих конструкцій, автор Ейфелевої вежі у Парижі.
- 1924 — Леон Бакст, сценограф, книжковий ілюстратор, майстер станкового живопису та театральної графіки.
- 1925 — Сергій Єсенін, російський поет («Сповідь хулігана», «Москва кабацька», «Вірші скандаліста»).
- 1930 — Антоніо Манчіні, італійський художник, імпресіоніст.
- 1934 — Пабло Гаргальо, каталонський скульптор, близький до кубізму.
- 1945 — Теодор Драйзер, американський письменник, автор соціальних романів і повістей («Сестра Керрі», «Трилогія бажання», «Американська трагедія»).
- 1963 — Пауль Гіндеміт, німецький композитор, диригент, альтист і теоретик музики.
- 1971 — Макс Стайнер, американський кінокомпозитор, триразовий володар премії «Оскар».
- 1978 — Гелій (Євген) Снєгирьов, радянський дисидент, письменник, кінорежисер, журналіст, помер за загадкових обставин у лікарні КДБ.
- 1982 — Лісовський Роберт Антонович, український художник-графік, послідовник Михайла Бойчука і Георгія Нарбута. Автор емблеми ОУН «Тризуб з мечем».
- 1989 — Наталія Ґеркен-Русова, українська художниця, сценографка, театрознавчиня, літературознавчиня і громадська діячка.
- 2004 — Сьюзен Зонтаґ, американська письменниця, літературна, художня, театральна і кінокритикиня, лауреатка національних і міжнародних премій.
- 2013 — Ілля Цимбалар, український радянський футболіст.
- 2015 — Леммі Кілмістер, засновник і лідер британського хард-рок-гурту Motörhead.